# Weatherford
Weatherford International, «Уэтерфорд интернешнл» — транснациональная нефтесервисная компания. Зарегистрирована в Ирландии, штаб-квартира находится в Хьюстоне (Техас, США).

## История
Компания была создана в 1998 году в результате слияния EVI и Weatherford Enterra.
Название Weatherford появилось в 1940-х годах, когда Джесс Холл старший, основал компанию Weatherford Spring в городке Уэтерфорд в центральной части штата Техас. Компания возникла как поставщик оборудования и услуг для бурения нефтяных скважин. В следующие десятилетия деятельность компании расширилась на Европу, главной специализацией стало восстановление скважин и очистка обсадных колонн от мусора. К 1970-м годам компания освоила полный спектр нефтесервисных услуг. Перепроизводство нефти в 1980-х годах стало серьёзным испытанием для компании, было сокращено 68 % персонала, Weatherford Spring покинула многие рынки, сосредоточившись на Мексиканском заливе.
Energy Ventures (EV) была основана в 1972 году и первоначально занималась разведкой и добычей нефти и газа. В середине 1980-х годов компания обанкротилась, но была восстановлена в 1987 году, после чего начала серию поглощений; за 12 лет до слияния с Weatherford Enterra она совершила более 40 приобретений, среди них были Grant Oil Country Tubular в 1990 году и Prideco в 1995 году. Эти две дочерние компании были объединены в Grant Prideco, крупного производителя труб для нефтегазовой отрасли. В 1997 году, когда компания построила завод в Канаде, она изменила свое название на EVI.
Enterra была диверсифицированной компанией, предлагавшей широкий спектр услуг нефтегазовым компаниям, на международную арену вышла в 1988 году с покупкой компании CRC Evans. В 1994 году в сделке стоимостью более 310 млн долларов она приобрела Total Energy Services Co., став одним из главных конкурентов Weatherford и логической целью слияния. В 1995 году Weatherford и Enterra объединились, создав шестую по величине в мире компанию по обслуживанию добычи нефти и газа, получившую название Weatherford Enterra Inc.
Падени цены на нефть до рекордного минимума в конце 1990-х годов ускорило консолидацию компаний отрасли. В 1998 году произошло два крупных слияния. Halliburton и Dresser Industries, объединившись, стали крупнейшей нефтесервисной компанией мира, обойдя Schlumberger. как крупнейшей в мире нефтедобывающей сервисной компании. Всего через неделю после этого Weatherford Enterra объявила о слиянии с EVI; сделка стоимостью 2,6 млрд долларов создала четвертую по величине компанию по обслуживанию нефтяных месторождений в мире, в связи с чем название было изменено на Weatherford International, Inc. Слияние было дополнено новым научно-исследовательским центром, включавшим две испытательные скважины. Однако слияние не смогло полностью решить финансовые проблемы, Weatherford International пришлось сократить 3300 сотрудников (четверть от общего числа).
В 2000-х годах компания продолжила рост за счёт поглощений, к 2008 году её выручка достигла 10 млрд долларов. В этом году регистрация Weatherford International была перенесена с Бермудских островов в Швейцарию, а в 2014 году — в Ирландию.
В июле 2019 года компания не смогла погасить облигации на сумму 7,6 млрд долларов и подала в суд Техаса заявление о начале реструктуризации. Реорганизованная компания Weatherford International начала работу 13 декабря 2019 года. С 1 июня 2021 года её акции начали котироваться на бирже Nasdaq.

## Основные конкуренты
Schlumberger, Halliburton, Baker Hughes, National Oilwell Varco, Nabors Industries, ChampionX и Expro Group Holdings.

## Деятельность
Компания специализируется на производстве и поставках нефтедобывающего оборудования и предоставлении сервисных услуг нефтегазовым предприятиям более чем в 100 странах.
Основные подразделения по состоянию на 2021 год:
- Drilling and Evaluation — бурение и оценка запасов месторождений; выручка 1,07 млрд долларов.
- Well Construction and Completions — обустройство скважин, включая установку обсадных колонн, цементирование, контрольное и защитное оборудование; выручка 1,35 млрд долларов.
- Production and Intervention — стимулирование добычи нефти и газа; выручка 1,13 млрд долларов.

Выручка за 2021 год составила 3,645 млрд долларов, её распределение по регионам деятельности:
- Северная Америка — 896 млн долларов;
- Латинская Америка — 814 млн долларов;
- Европа, Чёрная Африка и Россия — 737 млн долларов;
- Ближний Восток, Северная Африка и Азия — 1,198 млрд долларов.

### Weatherford в России
В августе 2007 компания приобрела долю (менее 30 %) в российской группе «Борец» (специализируется на производстве и обслуживании нефтедобывающего оборудования).
Weatherford имеет филиалы в России, в таких городах как Москва, Санкт-Петербург, Астрахань, Ижевск, Ноябрьск, Усинск, Самара, Нижневартовск, Луховицы, Южно-Сахалинск, Нефтеюганск, Бузулук, Красноярск, Иркутск, Нягань, Пыть-Ях, Бугульма, Уфа, Сабетта, Новый Уренгой.
В августе 2014 года стало известно, что российская нефтяная компания «Роснефть» на фоне охлаждения отношений между Россией и Западом выкупила российские и венесуэльские активы Weatherford в области бурения и ремонта скважин. Покупка обошлась «Роснефти» в сумму порядка $400 млн.
В марте 2022 года компания отказалась от дальнейших инвестиций в российский рынок из-за санкций против России.

## Дочерние компании
Основные дочерние компании по состоянию на 2021 год:
- Weatherford Al-Rushaid Co. Ltd. (Саудовская Аравия)
- Weatherford Artificial Lift Systems, LLC (Делавэр, США)
- Weatherford Canada Ltd. (Канада)
- Weatherford de Mexico, S. de R.L. de C.V. (Мексика)
- Weatherford Industria e Comercio Ltda. (Бразилия)
- Weatherford International de Argentina S.A. (Аргентина)
- Weatherford International Ltd. (Бермудские острова)
- Weatherford International, LLC (Делавэр, США)
- Weatherford Management Company Switzerland Sarl (Швейцария)
- Weatherford Oil Tool GmbH (Германия)
- Weatherford Oil Tool Middle East Limited (Британские Виргинские острова)
- Weatherford Products GmbH (Швейцария)
- Weatherford Switzerland Trading and Development GmbH (Швейцария)
- Weatherford U.K. Limited (Англия)
- Weatherford U.S., L.P. (Луизиана, США)
- Weatherford, LLC (Россия)
- Weatherford Well Services L.L.C. (Катар)
- Precision Energy Services, Inc. (Делавэр, США)